# Antoine Risso
Joseph Antoine Risso (8 tháng 4 năm 1777 – 25 tháng 8 năm 1845), thường được gọi là Antoine Risso, là một nhà tự nhiên học người Pháp.

## Tiểu sử
Antoine Risso xuất thân trong một gia đình có cha là thợ mộc. Năm 12 tuổi, Risso theo học nghề bào chế thuốc, tuy nhiên, ông lại đam mê với công việc trong phòng thí nghiệm hóa học. Năm 1803, Risso chính thức trở thành một dược sĩ và theo nghề này đến năm 1826. Vào thời điểm đó, Risso chuyển sang làm giảng viên môn khoa học vật lý tại trường Imperial Lyceum ở Nice, cũng là nơi ông sinh ra và lớn lên. Năm 1832, Risso là một giáo sư ngành hóa dược tại Trường dự bị Y Dược Nice.
Trong ngành khoa học hải dương, Risso được biết đến với vai trò là một nhà ngư học tại Nice vào năm 1810 và là nhà nghiên cứu về loài giáp xác (1816). Ông đã xuất bản nhiều công trình nghiên cứu của mình,như Ichthyologie de Nice (1810), Histoire naturelle de l'Europe méridionale (1826) và Histoire Naturelle des Orangers (1818–1822).

## Các chi và loài được đặt theo tên của Risso
- Rissoa Freminville in Desmarest, 1814
- Rissoella Gray, 1847
- Electrona risso (Cocco, 1829)
- Cá heo Risso (G. Cuvier, 1812)[2]